# Imperium Galactica
Az Imperium Galactica egy magyar fejlesztésű valós idejű stratégiai játék, melyet a Digital Reality fejlesztett és a GT Interactive adott ki 1997-ben. 2000 januárjában a PC Guru teljes játékként adta ki, 2016-tól pedig digitális áruházakban is megvásárolható. Egy közvetlen folytatása készült, az 1999-es Imperium Galactica II, a 2004-es "Nexus: The Jupiter Incident" című játék pedig eredetileg Imperium Galactica III címmel készült.

## Játékmenet
Az Imperium Galactica átvette a valós idejű stratégiai játékokból az egységgyártást és a nyersanyag-gyűjtést, továbbá jelentős fejlesztési lehetőségeket és kolónia-építési módokat tartalmaz, amellyel a "4X" névvel is illetett körökre osztott űrstratégiai játékok egy klasszikus példánya, hasonlóan a "Master of Orion" sorozathoz.
A játékos Dave Johnson szerepében kezdi a játékot egy kisméretű anyahajó, három vadászgép, és három kolónia birtoklásával, melynek határain kívülre nem léphet, hanem ezeket kell védelmeznie és aztán terjeszkedni. A történet szerint 3200-ban járunk, a játék egyes elemei pedig a sztorin keresztül bontakoznak ki (bolygómenedzsment, űrcsaták, földi ütközetek, kutatás-fejlesztés, űrhajógyártás, diplomácia). Közben főhősünket is fokozatosan előléptetik, miközben bemutatják visszaemlékezésekben a múltját is. Ebből kiderül, hogy Johnsont titkos fegyverként hozta létre a Galaktikus Birodalom, és ő nem más, mint egy android.
A játékos döntéseitől függően a galaxissal való kapcsolatunk is változik. Ha elég korán érünk ki a szektorunkból a galaxis többi részébe, akkor más fajokkal is felvehetjük a kapcsolatot, mielőtt a főellenfél, a Dargslan Királyság meg nem támadja őket. Ha viszont túl sokat tréningezünk a játék elején és ezzel hősünket akár admirális szintig fejlesztjük, azt kockáztatjuk, hogy a dargslanok az egész galaxist leigázták és a mi helyzetünk is reménytelenné válik.
Öt kutatóközpont létezik öt fejlesztési kategóriában (számítógép, építkezés, mesterséges intelligencia, katonaság, gépészet), de minden bolygón csak egyet választhatunk ezek közül, melyet egy piktogram jelöl. Minden új fejlesztéshez meghatározott számú kutatóközpontra van szükség, így aztán a taktika részét képezi, hogy vagy ezeket az épületeket bontjuk le és húzunk fel újabbakat, vagy új bolygók meghódításával szerzünk lehetőséget új épület építésére. Bolygókat azok meghódításával, vagy a játék későbbi szakaszában megjelenő kolonizálással lehet megszerezni.

## Fogadtatás
A játék volt az első olyan magyar fejlesztésű számítógépes játék, amely nemzetközi szinten is nagy sikereket aratott és közismert lett. Pozitívumként értékelték a háromdimenziós renderelt grafikát, az élőszereplős átvezető videókat (nemzetközi változatban csak állókép szöveggel), a kidolgozott történetet és a jó stratégiai rendszert, de negatívumként azt, hogy 1997-ben is még csak DOS alól volt hajlandó elindulni, a windowsos támogatást emulátorok útján lehetett elérni.

## Utóélete
1999-ben jelent meg a folytatás, Imperium Galactica II: Alliances címmel. Ezután felmerült, hogy elkészülne a harmadik rész is, csakhogy a fejlesztő Digital Reality elvesztette a névjogokat a kiadó GT Interactive csődjével. A névjogok egy másik magyar fejlesztőcsapathoz, a Philos Laboratories-hez kerültek, akik elkezdték az Imperium Galactica III fejlesztését, de ők is elvesztették a névjogokat, így át kellett nevezniük azt Galaxy Andromeda-ra. Amikor a Philos csődbement, a belőlük korábban kivált tagok által alapított Mithis Entertainment vette át a fejlesztést, az egészet átnevezte Nexus: The Jupiter Incident névre, és noha az eredeti IG3 alaptörténetet megtartották, a kész játéknak nemigen volt köze az elődökhöz, már csak azért sem, mert egy alapvetően taktikai harci játék készült el. Az eredeti fejlesztő Digital Reality ugyanekkor egy, az Imperium Galactica szellemiségéhez közelebb álló új játékot adott ki Haegemonia: Az Univerzum Légiói címmel.
A játékhoz két jelentősebb MOD fejlesztését kezdték el: a "Galactic Empire" névre hallgató egy remake lenne a Spring RTS Engine grafikus motor alatt újraalkotva a játékot, de a fejlesztése hosszú ideje húzódik és többször le is állt. "Open-ig" címmel az eredeti fejlesztők jóváhagyásával készül egy másik, nyílt forráskódú remake, az eredeti artwork-ök felhasználásával.

## Forráshivatkozások
1. ↑  23 éves az Imperium Galactica: Interjút készítettünk Fehér Gáborral, a játék dizájnerével (magyar nyelven). IGN Hungary, 2020. március 31. (Hozzáférés: 2020. november 18.)
2. ↑  GoobeMaster: Imperium Galactica (hu-HU nyelven). Retro.Games.Hu. (Hozzáférés: 2020. november 18.)
3. ↑  Kickstarter Conversations: Nexus 2 Interview. web.archive.org, 2013. november 18. [2013. november 18-i dátummal az eredetiből archiválva]. (Hozzáférés: 2020. november 18.)
4. ↑   (2020. november 15.) „akarnokd/open-ig”.

## Fordítás
Ez a szócikk részben vagy egészben  az   Imperium Galactica című angol Wikipédia-szócikk ezen változatának fordításán alapul.  Az eredeti cikk szerkesztőit annak laptörténete sorolja fel. Ez a jelzés csupán a megfogalmazás eredetét és a szerzői jogokat jelzi, nem szolgál a cikkben szereplő információk forrásmegjelöléseként.